# São Paulo Futebol Clube (Macapá)
Pour les articles homonymes, voir São Paulo Futebol Clube.
Maillots
Le São Paulo Futebol Clube est un club brésilien de football basé à Macapá dans l'État de l'Amapá. Il évolue cette année en première division du championnat de l'Amapá.

## Palmarès
- Deuxième division du championnat de l'Amapá :
  - Vice-champion : 2007.